# Aeropuerto de Horta
El aeropuerto de Horta (en portugués: Aeroporto da Horta) (IATA: HOR, OACI: LPHR), está situado en la freguesia de Castelo Branco, a pocos kilómetros de Horta, en la isla de Faial, (Azores, Portugal). Tiene vuelos con las otras islas del archipiélago y también con Lisboa. 
El aeropuerto sirve como estimulador de la economía de toda la región y se ha convertido en un punto de referencia para escalas técnicas que realizan algunos vuelos a través del Atlántico norte. Dispone de autorización para operar vuelos en periodo nocturno y, después de la remodelación que sufrió en 2001, tiene la categoría de aeropuerto internacional.

## Aerolíneas y destinos

### Destinos nacionales
| Ciudades           | Nombre del aeropuerto                       | Aerolíneas      | Aeronaves | Frecuencias semanales |          |
| Portugal           | Portugal                                    | Portugal        | Portugal  | Portugal              | Portugal |
| ------------------ | ------------------------------------------- | --------------- | --------- | --------------------- | -------- |
| Azores             |                                             |                 |           |                       |          |
| Isla de Corvo      | Aeródromo de Corvo                          | SATA Air Açores | DHC-8     |                       |          |
| Isla de Flores     | Aeropuerto de Flores                        | SATA Air Açores | DHC-8     |                       |          |
| Ponta Delgada      | Aeropuerto de Ponta Delgada - João Paulo II | SATA Air Açores | DHC-8     |                       |          |
| Isla Terceira      | Aeropuerto de Lajes                         | SATA Air Açores | DHC-8     |                       |          |
| Distrito de Lisboa |                                             |                 |           |                       |          |
| Lisboa             | Aeropuerto de Lisboa                        | Azores Airlines | A32x      |                       |          |

## Estadísticas
Ver fuente y consulta Wikidata.